# Cantó de Bray-sur-Seine
El cantó de Bray-sur-Seine és un antic cantó francès del departament del Sena i Marne, que estava situat al districte de Provins. Comptava amb 23 municipis i el cap era Bray-sur-Seine.
Al 2015 va desaparèixer i el seu territori va passar a formar part del cantó de Provins.

## Municipis
- Baby
- Balloy
- Bazoches-lès-Bray
- Bray-sur-Seine
- Chalmaison
- Everly
- Fontaine-Fourches
- Gouaix
- Gravon
- Grisy-sur-Seine
- Hermé
- Jaulnes
- Montigny-le-Guesdier
- Mousseaux-lès-Bray
- Mouy-sur-Seine
- Noyen-sur-Seine
- Les Ormes-sur-Voulzie
- Passy-sur-Seine
- Saint-Sauveur-lès-Bray
- La Tombe
- Villenauxe-la-Petite
- Villiers-sur-Seine
- Villuis

## Història
| Data d'elecció                           | Identitat        | Partit                        | Qualitat |
| ---------------------------------------- | ---------------- | ----------------------------- | -------- |
| 1945-1964                                | Jacques Leboucq  | UDSR                          |          |
| 1964-1988                                | Alain Peyrefitte | UNR, després UDR, després RPR |          |
| 1988-                                    | Dominique Satiat | RPR, després UMP              |          |
| les dades anteriors no són pas conegudes |                  |                               |          |
|                                          |                  |                               |          |

## Demografia
| A partir de 1990: Població sense dobles comptes |